# Arrobá (película)
Arrobá es una película dominicana dirigida por José María Cabral que se estrenó el 11 de julio de 2013.

## Argumento
Pedro (Kenny Grullón), Samuel (Irving Alberti) y Pilón (Alexis Valdés), deciden robar un banco para solucionar sus problemas personales, pero por falta de experiencia, todo les sale mal. Sin embargo, cuando Pedro inventa una máquina del tiempo, ellos encuentran la oportunidad de volver a realizar el robo y no cometer ningún error. 
Pero su viaje al pasado no es lo que parece y las situaciones que acontecen van desde lo hilarante hasta lo reflexivo.

## Reparto
- Kenny Grullón como (Pedro).
- Irving Alberti como (Samuel).
- Alexis Valdés como (Pilón).
- Hony Estrella como (Candy).
- Marcos Bonetti como (Eugenio).

- Datos: Q16488840